# Williams Bluff
Das Williams Bluff ist ein Kliff aus Fels und Eis an der Oates-Küste des ostantarktischen Viktorialands. In den Usarp Mountains ragt es 11 km östlich des Keim Peak auf.
Der United States Geological Survey kartierte es anhand eigener Vermessungen und Luftaufnahmen der United States Navy aus den Jahren von 1960 bis 1962. Das Advisory Committee on Antarctic Names benannte es 1964 nach Harry N. Williams, Luftbildfotograf bei Flügen der Flugstaffel VX-6 über das Viktorialand und andere antarktische Regionen zwischen 1960 und 1963.